# Efekt Poyntinga-Robertsona

Relatywistyczne przedstawienie zjawiska: (a) – w układzie odniesienia związanym z ciałem (b) – w układzie odniesienia związanym ze źródłem światła

Efekt Poyntinga-Robertsona – zjawisko hamowania małych ciał niebieskich w pobliżu gwiazdy (w szczególności Słońca) wskutek absorpcji i reemisji promieniowania. Jest ono istotne dla cząstek o rozmiarach rzędu centymetra, powoduje, że poruszają się one po trajektorii spiralnej w kierunku gwiazdy.
Zjawisko to opisał w 1903 roku John Henry Poynting, w 1937 roku Howard Percy Robertson skorygował opis o efekty wynikające ze szczególnej teorii względności.

## Mechanizm
Cząstka orbitująca wokół Słońca pochłania promieniowanie słoneczne, które w układzie odniesienia związanym ze Słońcem pada prostopadle do kierunku jej ruchu orbitalnego i nie zaburza jej ruchu. Wypromieniowuje ona energię izotropowo we własnym układzie odniesienia, co oznacza że w układzie związanym ze Słońcem, cząstka wypromieniowuje energię w większości w kierunku swojego ruchu; to powoduje malenie energii kinetycznej i momentu pędu.
Efekt Poyntinga-Robertsona można także rozważać w układzie związanym z cząstką i rozumieć jako konsekwencję aberracji światła: światło słoneczne pada na cząstkę częściowo z przodu, działając niewielką siłą hamującą.
Siłę działającą na ciało określa wzór:
{\displaystyle F_{PR}={\frac {Wv}{c^{2}}}={\frac {r^{2}L_{s}}{4c^{2}}}{\sqrt {\frac {GM_{s}}{R^{5}}}},}
gdzie:
{\displaystyle W} – moc pochłanianego promieniowania,
{\displaystyle v} – prędkość ciała (ziarna pyłu),
{\displaystyle c} – prędkość światła w próżni,
{\displaystyle r} – promień ciała,
{\displaystyle G} – stała grawitacji,
{\displaystyle M_{s}} – masa Słońca,
{\displaystyle L_{s}} – jasność Słońca,
{\displaystyle R} – promień orbity ciała.

## Skutki
Efekt Poyntinga-Robertsona wywiera duży wpływ na drobiny materii międzyplanetarnej, które są zbyt duże, aby ciśnienie promieniowania usunęło je z układu planetarnego. Takie drobiny odpowiadają m.in. za powstawanie światła zodiakalnego (mają w większości średnice 20–200 μm). Materia ta może zostać usunięta z orbity Ziemi na skutek działania efektu Poyntinga-Robertsona w czasie rzędu 100 tys. lat, znacznie mniej niż istnieje Układ Słoneczny. Oznacza to, że ośrodek ten musi być zasilany nową materią, pochodzącą np. ze zderzeń małych planetoid, a według badań naukowych z 2009 roku w większości z rozpadu komet krótkookresowych.